# Eoformica expectans
Gesomyrmex expectans
Espèce
Synonymes
- †Gesomyrmex expectans Théobald, 1937

Eoformica expectans est une espèce fossile d'insectes Hyménoptères Apocrites de la famille des Formicidae (les fourmis).

## Classification
L'espèce Eoformica expectans est décrite en 1937 par le paléontologue français Nicolas Théobald (1903-1981), dans sa thèse, sous le protonyme Gesomyrmex expectans. 

### Fossiles
Cet holotype R820, de l'ère Cénozoïque, et de l'époque Oligocène (33,9 à 23,03 Ma) vient de la collection Mieg, collection conservée au Musée d'histoire naturelle de Bâle. Ce spécimen provient du gisement de Kleinkembs éocène, dans le Bade-Wurtemberg, au sud de la frontière franco-allemande du Rhin.

### Renommage
Le renommage de cette espèce est fait par Dlussky (d) et al. en 2009,.

### Étymologie
L'épithète spécifique expectans signifie en latin « en attendant ».

## Description

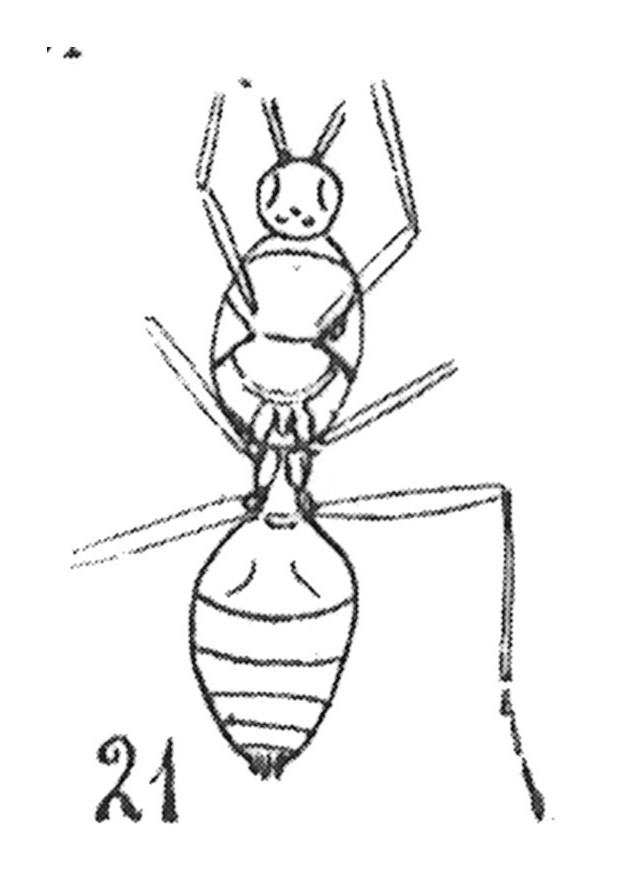
Eoformica expectans sous le taxon Gesomyrmex expectans Mâle holotype éch. R820 x2,2 p.210 pl. XIV Hyménoptères du Sannoisien de Kleinkembs.

### Caractères
La diagnose de Nicolas Théobald en 1937, : 

« Insecte à tête, thorax et pétiole noirs, abdomen et pattes brun-clair.
Tête ovoïde, légèrement transversale ; deux gros yeux ovales ; mandibules très courtes, ne font pas saillie à l'extérieur ; antennes à scape court ; tête arrondie à l'arrière. Cou net. Thorax ovale, allongé, arrondi à l'avant, légèrement tronqué à l'arrière, régulièrement convexe sur les côtés ; pronotum court ; mésonotum large, subtrapézoïdal ; scutellum arrondi à l'arrière ; poils fins et assez longs sur le thorax ; pétiole cylindrique. Abdomen renflé, allongé et légèrement étiré vers le bas ; six segments dont le premier est le plus gros, les suivants sont de plus en plus courts ; le dernier porte trois renflements allongés représentant les organes génitaux. Pattes grêles, cuisses I = 2,5 mm, cuisses II = 2,75 mm, cuisses III = 4 mmm. Poils fins sur hanches. Ailes presque complètement effacées, de grande taille, ont dû dépasser largement l'abdomen. ».

### Dimensions
La longueur totale est de 11,5 mm, la tête a une longueur de 1,5 mm, le thorax une longueur de 4 mmm et une largeur de 2,75 mm, le pétiole une longueur de 1,5 mm et l'abdomen une longueur de 4,75 mm et une largeur de 3 mm.

### Affinités
« l'Insecte semble appartenir au g. Gesomyrmex établit par Mayr pour quelques fourmis de la Baltique ; mais il n'est pas identique à aucune des espèces décrites. Le genre Gesomyrmex vit actuellement à Bornéo et en Chine (Canton). Si l'on prend en considération, non seulement les espèces vivantes, mais aussi les espèces fossiles on peut former une série linéaire de transition reliant le g. Dimorphomyrmex au g. Gesomyrmex : Dimorphomyrmex luzonensis Wheeler (actuel), D. janeti E. André (actuel), D. theryi Emery (actuel), D. Mayri Wheeler (ambre), Gesomyrmex annectens Wheeler (ambre), G. chaperi E. André (actuel), G. howardi Wheeler, G. hoernesi Mayr (ambre) (Emery gen. insect. Hymenoptera III, p. 47). ».

### Publication originale
- [1937] Nicolas Théobald, « Les insectes fossiles des terrains oligocènes de France 473 p., 17 fig., 7 cartes,13 tables, 29 planches hors texte », Bulletin Mensuel de la Société des Sciences de Nancy et Mémoires de la Société des sciences de Nancy, Imprimerie G. Thomas,‎ 1937, p. 1-473 (ISSN 1155-1119 et 2263-6439, OCLC 786027547). .